# Catolicismo independiente
El catolicismo independiente es un movimiento sacramental independiente de clérigos y laicos que se identifican a sí mismos como católicos (las más de las veces como «católicos antiguos» o «católicos independientes») y conforman «micro-iglesias que reclaman sucesión apostólica y sacramentos válidos», a pesar de no estar afiliados a las iglesias católicas históricas, como la católica romana o la iglesia veterocatólica de Utrecht. El término «católico independiente» proviene del hecho de que «estas confesiones afirman tanto su pertenencia a la tradición católica como su independencia de Roma».
Es difícil determinar el número de jurisdicciones, comunidades, clérigos y miembros que componen el catolicismo independiente, en particular debido a que el movimiento «crece y cambia a cada momento». Byrne reportó la existencia de al menos 250 de estas iglesias en los Estados Unidos para 2014, incluyendo la Iglesia Nacional Católica Polaca, y la Iglesia ortodoxa africana, además de algunas parroquias católicas que se hicieron independientes.
Algunos de sus fieles eligen el catolicismo independiente como una forma alternativa de vivir y expresar su fe católica por fuera de la iglesia católica romana (con cuyas estructuras, creencias y prácticas el catolicismo independiente a menudo se alinea estrechamente) a la vez que rechazan algunas enseñanzas católicas tradicionales.
El catolicismo independiente puede considerarse parte del movimiento sacramental independiente más amplio, en el que clero y laicos de diversas tradiciones religiosas—incluyendo la iglesia ortodoxa, la comunión anglicana y varias iglesias cristianas no católicas—se han separado de las instituciones con las que se identificaban previamente. Dentro de tal movimiento, varias iglesias independientes han surgido de las iglesias ortodoxas, pero los miembros de estos grupos ortodoxos independientes se identifican a sí mismos más frecuentemente como ortodoxos independientes o autocéfalos y no como católicos independientes.
Muchas iglesias católicas independientes se han unido al Consejo Internacional de Iglesias Comunitarias, una denominación con base en Frankfort, Illinois (Estados Unidos), lo que les permite tener un lugar y voz en organizaciones tales como las Iglesias Unidas en Cristo, el Consejo Nacional de Iglesias de Cristo en los Estados Unidos y el Consejo Mundial de Iglesias.

## Historia

### Primeras consagraciones episcopales sin aprobación papal
A partir de 1724, Dominique Marie Varlet (1678-1742), el obispo católico de Babilonia, consagró sucesivamente a cuatro hombres como como arzobispo de Utrecht sin aprobación papal. El cabildo de la catedral de Utrecht, que eligió a estos hombres, había obtenido previamente una opinión de parte de Zeger Bernhard van Espen (1646-1728) y otros dos doctores en derecho canónico de la Universidad de Lovaina, según la cual el cabildo tenía derecho, bajo circunstancias especiales, a elegir a su propio arzobispo y consagrarlo sin consentimiento del Papa, y que, en caso de necesidad, un obispo por sí solo podía consagrar válidamente a otro. Diecinueve doctores de las facultades teológicas de París, Nantes, Reims y Padua apoyaron esta opinión. La consagración a manos de Varlet provocó una controversia teológica y un cisma dentro de la iglesia católica, que ahora tenía obispos que habían sido consagrados válidamente sin permiso papal. Tal cisma marcó el nacimiento del movimiento que posteriormente se habría de conocer como la Iglesia católica antigua (término acuñado en 1853 para referirse a los católicos de Utrecht), y marcó el comienzo de una era en la iglesia occidental, en la que obispos consagrados válidamente gozaban de sucesión apostólica pero sin estar sujetos a los derechos y responsabilidades de la iglesia católica.

### Primera salida de la Iglesia Católica
La dispensación de sucesión apostólica en occidente por fuera de la Iglesia católica estuvo limitada principalmente a la Iglesia de Utrecht durante más de un siglo. Tras el Concilio Vaticano I en 1870, católicos austrohúngaros, alemanes y suizos rechazaron las afirmaciones de jurisdicción universal del Papa, así como la declaración de infalibilidad papal, y sus obispos, inspirados por los antecedentes de Utrecht, decidieron abandonar la Iglesia católica para formar sus propias iglesias, independientes de Roma. Ahora independientes de la autoridad papal, estos obispos fueron llamados ocasionalmente 'obispos autocéfalos' (o 'autónomos') o episcopi vaganti (obispos errantes). Tales obispos válidamente consagrados gozaban de la sucesión apostólica y continuaron compartiendo líneas válidas de sucesión apostólica con los sacerdotes y diáconos a los que ordenaron. En 1889, se unieron formalmente como parte de la Unión de Utrecht (UU).

### Consagraciones episcopales hechas por Arnold Harris Mathew

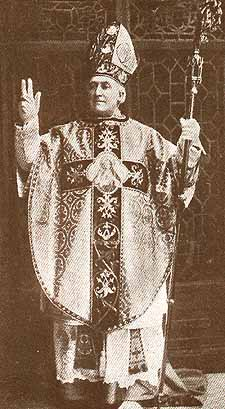
Obispo Arnold Harris Mathew (1852-1919)

En 1908, el movimiento que habría de convertirse en el catolicismo independiente salió de Europa continental cuando Arnold Harris Mathew (1852-1919), un exsacerdote católico, fue consagrado obispo en Gran Bretaña a manos del arzobispo Gerardus Gul (1847-1920) de la Iglesia católica antigua de los Países Bajos. Mathew creía que el catolicismo antiguo podía brindar un hogar a miembros del clero anglicano descontentos que se oponían a la declaración del Papa León XIII de que las órdenes anglicanas eran nulas y sin efecto. Por su parte, Gul creía, incorrectamente, que Mathew tenía muchos seguidores en el Reino Unido. Dos años después, en 1910, Mathew consagró a dos sacerdotes al episcopado, sin razones claras y sin consultar al arzobispo de Utrecht y, en respuesta a la protesta que siguió a esto, declaró su autonomía de la Iglesia católica antigua. Mathew posteriormente consagró a varios otros obispos que se distribuyeron por Inglaterra y América del Norte. Plummer escribe que, en consecuencia, «comenzamos a ver los pequeños grupos multiplicándose sin cesar, con un alto porcentaje de miembros tomando las órdenes sagradas, que llegaron a caracterizar el movimiento independiente». Desde una perspectiva histórica, una de las consagraciones más importantes hechas por Mathew fue la de Frederick Samuel Willoughby, quien a su vez consagró a James Wedgwood, cofundador en 1918 de la Iglesia católica liberal, una comunidad esotérica estrechamente cercana a la Sociedad Teosófica y que permitía una completa libertad de creencias.

### Consagraciones episcopales a manos de Joseph René Vilatte
Se le atribuye a Joseph René Vilatte (1854-1929), sacerdote católico antiguo ordenado por el obispo Eduard Herzog (1841-1924) de la Iglesia católica antigua en Suiza, ser la primera persona en llevar el movimiento que daría como resultado el catolicismo independiente a América del Norte. En 1892, Vilatte viajó a la India para ser consagrado, como Mar Timotheos, por Mar Julius I (1836-1923) de la Iglesia ortodoxa siríaca Malankara. En 1915, Vilatte fundó la Iglesia católica estadounidense que existe aún en la actualidad. Durante los siguientes 28 años, Vilatte consagró a «una serie de hombres que son los antepasados episcopales de una enorme variedad de descendientes» en América del Norte.

### Salidas posteriores de la Iglesia Católica
Durante el siglo XX varios clérigos y laicos se han pasado al movimiento católico independiente, provenientes de la Iglesia católica.

#### Iglesia husita checoslovaca
Probablemente la mayor salida de la Iglesia católica fue la Iglesia husita checoslovaca (IHC), que se fundó el 8 de enero de 1920, cuando varios miles de sacerdotes y laicos formaron una iglesia independiente en respuesta a sus profundas preocupaciones respecto a la oposición de la Iglesia católica al modernismo. El primer patriarca de la iglesia fue Karel Farský (1880–1927), un modernista y exsacerdote católico. Los primeros obispos de la IHC fueron consagrados por sacerdotes por medio de la imposición de manos. En 1931, Louis-Charles Winnaert (1880–1937), quien fue consagrado por el obispo católico liberal James Wedgwood (1883–1951), consagró a dos obispos de la IHC, Gustav Procházka (1872–1942) y Rostislav Stejskal (1894–1946), por lo tanto compartiendo sucesión apostólica con la IHC. La IHC ordenó a su primera sacerdotisa en 1947 y consagró a su primera obispo en 1999. De acuerdo con el censo de la República Checa de 2011, 39.276 personas se identificaban a sí mismas en ese momento como miembros de la IHC.

#### Consagraciones episcopales por Carlos Duarte Costa

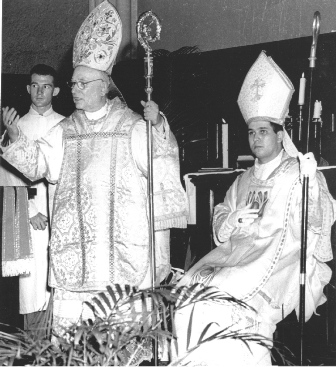
El obispo católico Carlos Duarte (izquierda) en la consagración episcopal de Luis Fernando Castillo Méndez, en el Canal de Panamá

Carlos Duarte Costa (1888–1961) fue obispo católico en Brasil durante dos décadas antes de distanciarse y ser excomulgado por la Iglesia católica por su oposición a su posición respecto al celibato clerical, el divorcio, la liturgia vernácula y sus acusaciones a la Iglesia católica de tener simpatías fascistas. En 1945, Duarte Costa fundó la Iglesia católica apostólica brasileña y comenzó a consagrar numerosos obispos en la sucesión apostólica. Es conocido como «san Carlos de Brasil» por la Iglesia católica apostólica brasileña, que había crecido a 560.781 miembros para 2010.

#### Consagraciones episcopales a manos de Pierre Martin Ngo Dinh Thuc
Desde 1975 y hasta su muerte en 1984, el arzobispo católico exiliado Ngô Đình Thục (1897–1984) de Huế, Vietnam, hermano mayor de Ngo Dinh Diem, el primer presidente de Vietnam del Sur, consagró varios obispos, primero para la Iglesia católica palmariana, y luego para los sedevacantistas de la Iglesia católica tridentina de Rito Latino. Thục consagró asimismo a personas no afiliadas a ninguno de estos grupos, tales como Jean Laborie. En 1999, la fallecida estrella del pop irlandesa Sinéad O'Connor fue ordenada sacerdotisa por el obispo Michael Cox de la Iglesia católica y apostólica ortodoxa irlandesa, cuya línea de sucesión apostólica provenía de Thục.

#### Consagraciones episcopales a manos de Emmanuel Milingo
Emmanuel Milingo fue arzobispo católico de Lusaka, Zambia, entre 1969 y 1983. Como tal, tenía líneas de sucesión apostólica de la Iglesia católica y, tras abandonar la Iglesia católica en 1983 por cuestiones relacionadas con la curación por fe y el celibato clerical, formó la organización «¡Sacerdotes Casados Ya!» y consagró a cuatro sacerdotes casados como obispos, entre ellos George Stallings de la Congregación católica afroamericana del Templo Imani y Peter Paul Brennan de la Confederación católica antigua.

## Creencias y prácticas católicas independientes
Prácticamente todos los miembros del movimiento católico independiente poseen «un profundo compromiso con la tradición sacramental católica (en el sentido más amplio posible)», y rinden culto de acuerdo con una liturgia prescrita, usualmente derivada de un rito cristiano predominante (por ejemplo, el Rito romano) . Plummer sugiere que «el factor más crítico para la identidad sacramental independiente es el enfoque decidido en la actividad sacramental [y que] muy pocas comunidades independientes ofrecen horas de café, escuelas dominicales o la variedad de otros programas sociales que han llegado a caracterizar a muchas comunidades iglesias mayoritarias».
Como era el caso con las liturgias de la comunidad cristiana primitiva, las liturgias de las comunidades católicas independientes varían a menudo ampliamente, y cada clérigo o comunidad toma «sus propias decisiones de énfasis en términos de doctrina, liturgia y otros asuntos». En la práctica, la forma de gobierno católica independiente es a menudo esencialmente congregacional.
En su mayoría, las comunidades católicas independientes exhiben una espiritualidad sacramental y eucarística, que a menudo se asemeja cercanamente la vida sacramental y teología de la Iglesia católica. La mayoría de ellas posee un sacerdocio mediador y un episcopado histórico, que suelen ser las únicas constantes en medio de una diversidad que va desde el tradicionalismo extremo hasta la experimentación radical. Al respecto, Julie Byrne comenta que: «Los independientes varían ampliamente, desde la derecha hasta la izquierda en el espectro político. En la derecha, las iglesias tradicionalistas practican versiones del catolicismo más conservadoras que las de Roma. Estas incluyen la Sociedad de San Pío X, fundada por Marcel Lefebvre, así como la comunidad de Monte san Miguel en Spokane, Washington, o la iglesia a la que asiste el actor Mel Gibson en Malibú, California, y que fue noticia cuando éste dirigió la película, La Pasión de Cristo en 2004. En la izquierda se encuentran grupos tales como la Iglesia de Antioquía, la Comunión católica ecuménica o los Monjes de Túnica Blanca de San Benito».
Si bien la Iglesia occidental y su teología se han mantenido constantes, a pesar del clero cambiante, el catolicismo independiente muestra con frecuencia un modelo alternativo en el que «el sacerdocio se mantiene constante, mientras que la iglesia a la que sirve y la teología que enseña están frecuentemente en un estado de cambio. Mientras que algunos cristianos occidentales pueden interpretar tal estado de cosas como una distorsión, es, sin embargo, la pieza principal de la herencia sacramental independiente de occidente».
Plummer afirma que: «Los cristianos sacramentales independientes le han dado una primacía única al sacerdocio, llevando el 'sacerdocio de todos los creyentes' a un nivel nunca antes imaginado. En muchas de tales iglesias, la mayoría si no todos los miembros están ordenados, y la ordenación funciona más como [el sacramento de la confirmación], en vez de ser una credencial profesional. Para bien o para mal, hay una gran libertad a la hora de crear nuevas estructuras eclesiásticas, nuevas formas para los sacramentos y nuevas teologías, o al menos una nueva síntesis de elementos heredados».
Muchas comunidades católicas independientes son pequeñas y están lideradas por un clero que no recibe remuneración, y carecen de un horario o una ubicación estables. Comunidades católicas independientes más grandes han sido resultado a menudo de un cisma dentro de la Iglesia católica o, con frecuencia, son lideradas por clérigos que fueron formados por la iglesia católica y ministraron previamente en ella; estas comunidades se asemejan a menudo a iglesias predominantes con una mayor población de laicos y una pequeña cantidad de clérigos que reciben un pago. En el catolicismo independiente es mucho más común la existencia de sacerdotes independientes que cubren las necesidades de un pequeño número de personas, que las grandes parroquias.
Si bien muchos clérigos y comunidades católicas independientes profesan el Credo de los apóstoles y el Credo de Nicea, con o sin la cláusula filioque y con interpretaciones diversas, defienden una variedad de doctrinas y creencias, que incluyen desde creencias neognósticas o teosóficas que permiten la «libertad a la hora de interpretar las escrituras, credos y liturgias», o la creencia en ningún credo en lo absoluto, hasta posiciones católicas ortodoxas extremadamente tradicionales. Plummer señala que: «La naturaleza del movimiento hace que sea prácticamente imposible que haya jamás una teología unificada» entre católicos independientes.
Al interior del movimiento del catolicismo independiente, las perspectivas varían ampliamente sobre asuntos tales como la ordenación de mujeres, la homosexualidad, el divorcio, objeciones de conciencia y otros asuntos que son también controvertidos en otras iglesias católicas y cristianas mayoritarias. Basados en la tradición cristiana ecuménica y otras tradiciones religiosas, un número creciente de clérigos y comunidades católicas independientes han adoptado un cierto universalismo, creyendo que el abrazo amoroso de Dios y su misericordia pueden extenderse a todas las personas. Sobrepasando en ocasiones los límites de la tradición cristiana, algunos clérigos y comunidades católicas independientes sienten mayor libertad de incorporar a sus vidas y su culto una amplia gama de elementos provenientes de otras tradiciones espirituales y religiosas.
Plummer sugiere la siguiente categorización de comunidades católicas independientes: clérigos que celebran principalmente solos, tradicionalistas con compromisos teológicos conservadores, iglesias que mantienen la liturgia tradicional pero con una perspectiva social o teológica diferente (p. ej., una de inclusión total), grupos con un enfoque particular en asuntos relacionados con la mujer (p. ej., la ordenación de mujeres ) o la recuperación de lo Divino Femenino en el culto, grupos que buscan aproximaciones liberales y no dogmáticas sobre ser iglesia y con pocos estándares, si es que alguno, respecto a creencias dogmáticas, y comunidades con una espiritualidad esotérica.
Existen numerosos sitios web dedicados a jurisdicciones y comunidades católicas independientes, algunas de las cuales «parecen existir fundamentalmente en el ciberespacio». Otras, en cambio, no tienen presencia alguna en la web.

## Naturaleza autocéfala del catolicismo independiente
El clero católico independiente no cae bajo la jurisdicción de la Iglesia católica. En cambio, los obispos del movimiento católico independiente son autocéfalos o autogobernados. En la actualidad, no existe una estructura unificadora única que abarque a los muchos clérigos y laicos que componen el catolicismo independiente, como tampoco existe un registro confiable y centralizado. Las comunidades católicas independientes son a menudo pequeñas y extremadamente fluidas. Se ha intentado crear varios directorios de clérigos católicos independientes a través de los años, pero mucho de tal información es proporcionada por individuos, a menudo con escasa verificación, y la mayoría de tales directorios contienen poco más que información de contacto de clérigos individuales, rápidamente desactualizada y con poca información respecto a jurisdicciones, comunidades, sucesión apostólica o formas de culto.

## Importancia de la sucesión apostólica en el catolicismo independiente
La noción de sucesión apostólica (esto es, la capacidad de un obispo para rastrear su ascendencia espiritual a través de una línea supuestamente ininterrumpida de obispos hasta la fe original establecida por Jesús de Nazaret y sus apóstoles) ha desempeñado un rol importante en la historia de la Iglesia occidental desde la controversia donatista en los siglos IV y V d. C. La posición católica tradicional sostiene que un obispo válidamente consagrado comparte sucesión apostólica con aquellos obispos a quienes consagra y aquellos sacerdotes y diáconos a quienes ordena, independientemente de cualquier herejía o cisma que haya cometido. Algunos teólogos afirman que esta perspectiva es mecánica y reduccionista, y que la consagración episcopal es para el servicio al interior de una comunidad cristiana específica; desde esta perspectiva, la consagración u ordenación de un individuo sin referencia a una comunidad queda sin efecto. El clero católico independiente rechaza esta perspectiva, argumentando que los obispos son consagrados, y los sacerdotes y diáconos ordenados, para el servicio a los otros, sean de una comunidad o jurisdicción definida, o de un grupo definido más ampliamente. Los católicos independientes tienden a compartir la idea de que, «cualquier otra cosa en la que discrepemos, ¡todos creemos fervientemente en la sucesión apostólica!» 
Muchas personas en el movimiento católico independiente que afirman tener líneas válidas de sucesión apostólica las recibieron de líneas derivadas del obispo católico Carlos Duarte Costa, del arzobispo católico Pierre Martin Ngo Dihn Thuc, del obispo católico antiguo René Vilatte (quien más tarde se reconcilió con la Iglesia católica), o del arzobispo católico Emmanuel Milingo, quienes son vistos dentro del movimiento como personas que consagraron y ordenaron a otros válida aunque ilícitamente, fuera de la Iglesia católica.
Si bien no se ha emitido ninguna declaración explícita acerca de la validez o invalidez de las consagraciones y ordenaciones realizadas en el movimiento católico independiente, la Iglesia católica suspendió al arzobispo católico Pierre Martin Ngo Dihn Thuc, quien se había excomulgado a sí mismo a propósito por sus acciones latae sententiae de consagrar a otros obispos y ordenar sacerdotes a quienes la Iglesia Católica no reconocerá.

### Consagraciones y ordenaciones condicionales
Las consagraciones y ordenaciones condicionales complican las conversaciones sobre los orígenes históricos del movimiento católico independiente y sus comunidades. Plummer señala que: «Muchos obispos independientes han sido consagrados múltiples veces, en un esfuerzo por garantizar validez sacramental y consolidar las pretensiones de episcopado histórico. Tales consagraciones, en las que se pueden transmitir literalmente docenas de 'linajes' de un obispo a otro, solo aumentan la dificultad de describir con precisión la ascendencia de cualquier grupo particular»  Afirma que este «mestizaje de linaje eclesiástico» ha llegado a tal punto que la mayoría del clero católico independiente comparte la mayoría si no la totalidad de su herencia en común, incluso si tal herencia compartida no ha contribuido de ninguna manera a la unidad jurisdiccional.

## Clero católico independiente
El catolicismo independiente abarca una amplia variedad de clérigos, muchos de quienes están «principalmente enfocados en el ritual»  y poseen «un apego particularmente fuerte al aspecto litúrgico de ser cristiano».
Muchos clérigos católicos independientes y sus comunidades son «aquellos que se han sentido excluidos de las iglesias litúrgicas principales debido a su género, sexualidad, raza, cultura, estilo de culto [...] o teología». Plummer afirma que dentro del Movimiento sacramental independiente, que incluye al Catolicismo independiente, «la ordenación está abierta con frecuencia a un porcentaje mucho más alto de miembros que en las iglesias convencionales. De esta manera, cualquiera que quiera convertirse en sacerdote puede generalmente hacerlo. En el caso de mujeres y personas homosexuales, lesbianas, bisexuales y transgénero, existe una inversión redentora en la cual aquellos a quienes se les ha negado un rol público en la vida sacramental de la iglesia han asumido el lugar previamente prohibido en el altar. Personas de grupos minoritarios étnicos o culturales a quienes se ha negado posiciones de liderazgo, o que sienten que su cultura ha sido reprimida, pueden trabajar para integrar más plenamente su identidad cultural y su fe [...]. Así pues, tenemos a quienes han sido excluidos de la vida sacramental de la Iglesia, por cualesquiera razones, apropiándose de las tradiciones litúrgicas, e innovando creativamente para formar comunidades nuevas».
Fuera de las iglesias convencionales, afirma Plummer, ese clero «ha sido acusado a menudo de "jugar a la iglesia". Tal vez haya una pizca de verdad en ese dardo, en tanto hay una pizca de actitud juguetona, cuando todas estas personas inverosímiles entran en procesión al santuario de la iglesia».
Se ha descrito al clero católico independiente como «muy apegado con frecuencia a sus perspectivas individuales sobre la teología, liturgia y otros asuntos [...] y que prefieren pertenecer a grupos minúsculos que se aproximen más a su visión del cristianismo». Plummer señala que: «Muchos clérigos independientes, acaso la mayoría, al menos en teoría se suscriben a una teología católica/ortodoxa/anglicana bastante estándar, con pocos distintivos más allá, por ejemplo, del rechazo al dogma de la infalibilidad papal. La mayoría de ellos pasó muchos años dentro de tales jurisdicciones principales [y ahora como clérigos católicos independientes] a menudo han gastado una gran energía en parecer 'reales' e 'iguales a' las iglesias litúrgicas más grandes, con tan solo uno o dos ajustes».
Muchos clérigos católicos independientes están «esencialmente solos en su práctica sacerdotal»  y ejercen una vocación primordialmente solitaria, sin que muchos de sus familiares o amigos sepan siquiera de su condición clerical. Siguiendo el mandato de Jesús de rezar a Dios en secreto y la tradición monástica de sacerdotes ermitaños (por ejemplo, los cartujos) que oran en soledad pero en unión mística con la iglesia entera e interceden por el mundo entero, gran parte de su forma de culto se realiza en privado. Plummer sugiere que: «Un número creciente de clérigos se sienten cómodos con las celebraciones privadas cuando no haya una comunidad disponible, o si han discernido que su vocación es en gran parte una oculta [...]. La celebración privada a menudo se fundamenta en una profunda convicción de la realidad objetiva y la eficacia de los sacramentos. Desde tal perspectiva, incluso una misa oficiada en la sala de estar del apartamento de uno sin que ninguna otra alma sepa de ella, sigue siendo un regalo radiante para el mundo y una poderosa oración para aquellos que se llevan en la mente y el corazón. A un nivel menos exaltado, celebrar misas privadas para quienes no tienen una comunidad refuerza la identidad sacerdotal personal, que puede expresarse externamente de maneras menos obvias». En términos prácticos, comenta Plummer, «comunidades independientes viables no siempre se crean fácilmente, y estos clérigos se privarían de los beneficios de la comunión y de la unión de sí mismo a Cristo en su sacrificio, si tuvieran que esperar a la presencia de otros para acercarse al altar».
Ofreciendo a menudo voluntariamente su tiempo para su ministerio, muchos obispos, sacerdotes y diáconos católicos independientes son «clérigos trabajadores» que se mantienen a sí mismos y a sus ministerios con empleos por fuera de sus ministerios. Como tal, muchos a menudo tienen que esforzarse al integrar sus trabajos seculares y sus vidas «ordinarias» con sus vocaciones y ministerios.

## Órdenes religiosas
Como ocurre en la Iglesia católica, que posee una rica tradición de variadas órdenes religiosas, el catolicismo independiente se compone también de una diversidad de comunidades religiosas. Las más de las veces, tales comunidades y sus jurisdicciones se parecen a sus contrapartes católicas.

## Formación del clero
Aparte de los miembros del clero que recibieron su formación al interior del sistema de seminarios de la Iglesia católica o de una iglesia convencional similar, muy pocos clérigos católicos independientes han recibido educación teológica formal. Los clérigos católicos independientes «no suelen ser profesionales especializados, sino voluntarios que, con suerte, saben lo suficiente al menos para celebrar los sacramentos para sí mismos y aquellos que los rodean. [...] Modelos tan radicalmente diferentes de sacerdocio cristiano han generado interrogantes respecto a qué tipo de capacitación del clero se necesita y se ofrece al interior de estas comunidades». Plummer ha compartido comentarios de entrevistados que sugieren que «el reto de la capacitación del clero [...] fue citado como el desafío más importante que enfrenta el movimiento».
Los recursos para la formación y capacitación del clero y seminaristas católicos independientes son escasos, y muchos seminaristas católicos independientes carecen de los recursos financieros y personales para ser seminaristas de tiempo completo, así como muchos no están «dispuestos a llegar a tales extremos, e incurrir en tales deudas [para un título de posgrado], sin expectativas de un ministerio remunerado». En cambio, muchos seminaristas católicos independientes deben trabajar a tiempo completo en trabajos seculares y no les queda tiempo suficiente para dedicarse a sus estudios a tiempo completo. El clero católico independiente ha establecido una serie de seminarios, la mayoría con programas de mentoría o aprendizaje a distancia que varían considerablemente en términos de calidad, pero muy pocos de los cuales otorgan títulos legítimos, poseen acreditación significativa, o podrían llevar a que se obtenga un trabajo fijo  o una carrera razonablemente bien asegurada. Es más común la mentoría y la capacitación de candidatos a manos de obispos y sacerdotes que tienen pocas (si es que alguna) pautas o expectativas claras para los ordenandos y, en cambio, ajustan los requisitos de capacitación para satisfacer las necesidades de la vocación del ordenando. Al respecto concluye Plummer que: «La mentoría probablemente seguirá siendo el principal medio de capacitación del clero en el Movimiento sacramental independiente, debido en parte a la naturaleza extremadamente flexible y anárquica del movimiento, que va en contra de la creación de programas formalizados de seminario».
La gracia de Dios en el sacramento del Orden se comparte a menudo libremente dentro del catolicismo independiente, lo que lleva a caracterizaciones tales como la de aquel adolescente y sin preparación sacerdotal que el poeta Robert Kelly (n. 1935) dice haber sido alguna vez: «Vine al mundo como unitario en Pride's Crossing, Massachusetts, y como unitario lo dejaré, a pesar de mi práctica diaria de ciertos sacrificios védicos, mi búsqueda de dos décadas de rituales mágicos, el hecho de que técnicamente soy musulmán, y el hecho aún más resplandeciente de que un día me desperté de una borrachera adolescente para encontrarme consagrado como obispo de la Iglesia vetero-católica restaurada primitiva de América del Norte». Plummer concluye al respecto que: «Es muy difícil saber qué hacer respecto un clero tan falto de formación. Algunos se brindan a sí mismos la capacitación que no recibieron de su obispo y sirven admirablemente bien, quizás mejor que algunos de sus pares educados formalmente. Otros son desastres ambulantes, cayendo en espiral hacia distorsiones psicológicas que les hacen daño a ellos mismos y a los demás, o ignorando por completo su estaus de ordenados».

## Literatura
Gran parte de los escritos (y libros litúrgicos) respecto al movimiento católico independiente son autopublicados, y, con frecuencia, están dirigidos por clérigos católicos independientes a otros clérigos católicos independientes. Plummer ha sugerido que una reflexión teológica sostenida podría finalmente surgir del clero y comunidades con mayor formación teológica o de comunidades más grandes y más estables que han sobrevivido hasta su segunda o tercera generación. De acuerdo con Plummer, «en tanto los clérigos independientes suelen ser voluntarios con trabajos seculares y escasa formación teológica formal, carecen tanto del tiempo como de las herramientas útiles para el desarrollo de una teología plenamente imaginada». Históricamente, la literatura académica sobre el catolicismo independiente ha sido relativamente escasa y, a menudo, bastante hostil hacia el movimiento.